# Comuna de Ryglice
Ryglice (polaco: Gmina Ryglice) é uma gminy (comuna) na Polónia, na voivodia de Pequena Polónia e no condado de Tarnowski. A sede do condado é a cidade de Ryglice.
De acordo com os censos de 2007, a comuna tem 11 476 habitantes, com uma densidade 98,2 hab/km².

## Área
Estende-se por uma área de 116,81 km², incluindo:
- área agricola: 67%
- área florestal: 25%

## Demografia
Dados de 30 de Junho 2004:
|                      | Total   | Total | Mulheres | Mulheres | Homens  | Homens |
| -------------------- | ------- | ----- | -------- | -------- | ------- | ------ |
|                      | pessoas | %     | pessoas  | %        | pessoas | %      |
| População            | 11 379  | 100   | 5746     | 50,5     | 5633    | 49,5   |
| Densidade (pop./km²) | 97,4    | 100   | 49,2     | 49,2     | 48,2    | 48,2   |

De acordo com dados de 2002, o rendimento médio per capita ascendia a 1240,22 zł.

## Comunas vizinhas
- Jodłowa, Pilzno, Skrzyszów, Szerzyny, Tuchów